# Monte Castello (Lancisa)
Il monte Castello ha un'altezza di 831 m s.l.m. (827 metri per altre fonti) è situato lungo la dorsale che porta a Poggio Fratone, Le Roncole e al Cornaccio. Completamente immerso nella Val di Lima, posto all'ingresso della val Verdiana, deve il suo nome alla fortezza militare di Castel di Mura, la quale fu sede del Capitano della Montagna. Importante baluardo di difesa dell'Appennino pistoiese è stato dunque sede di significative vie di comunicazione come la Via di Ripi (tratto della Romea Nonantolana). È ricoperto da vegetazione mista di latifoglie con poche Conifere.

## Morfologia
Strutturalmente si presenta con forme simili al ben più noto Corno alle Scale ma differisce dal precedente per la cima rotondeggiante, oltretutto spianata artificialmente. Nel versante che volge verso Spignana si può notare un comportamento impervio a tratti strapiombante, dotato di scogli e pareti di roccia nuda, mentre il lato rivolto a Lizzano Pistoiese è caratterizzato da un pendio più dolce non molto scosceso, tranne nel tratto prossimo al torrente Lima alla località "Ponte del Comune". Funge da spartiacque dei torrenti Volata e Verdiana.